# 台北城市路跑賽
台北城市路跑賽（英語：Taipei City Run），因松下電器冠名贊助又稱Panasonic台北城市路跑賽，是於中華民國臺北市舉辦的路跑賽，賽事2011年創辦。

## 賽事資訊

### 簡史
台北城市路跑賽原名「Seiko Super Runner城市路跑賽」，是台灣精工為慶祝品牌130週年與中華民國路跑協會合辦之特別活動，2011年9月21日舉辦首屆賽事，此後便固定在九月辦理，直至2020年受到2019冠状病毒病疫情影響變更成虛擬賽事。2021年12月，實體賽事復辦並更改為現名，由松下電器冠名贊助。
由於臺灣氣候因素，大型路跑賽事通常以四月、九月作為分野；台北城市路跑賽恰巧為九月的首場重要賽事，因而又有「開學跑」的稱號。

### 路線
台北城市路跑賽的起終點皆設在凱達格蘭大道上，12.5公里組及3公里組沿仁愛路前進，3公里組在仁愛路二段與金山南路一段交叉口折返，12.5公里組左轉上新生高架橋，至救國團劍潭海外青年活動中心前的路口沿原路折返。

### 歷屆冠軍
僅收錄採用晶片計時的12.5公里組。
| 年                                 | 選手       | 性別 | 國籍     | 完賽時間 |
| ---------------------------------- | ---------- | ---- | -------- | -------- |
| 2011                               | 何盡平     | 男   | 中華臺北 | 32分30秒 |
| 2011                               | 許玉芳     | 女   | 中華臺北 | 37分07秒 |
| 2012                               | 何盡平     | 男   | 中華臺北 | 40分08秒 |
| 2012                               | 曾怡靜     | 女   | 中華臺北 | 47分52秒 |
| 2013                               | 何盡平     | 男   | 中華臺北 | 39分41秒 |
| 2013                               | Ruth Croft | 女   | 新西兰   | 47分34秒 |
| 2014                               | 何盡平     | 男   | 中華臺北 | 40分50秒 |
| 2014                               | 傅淑萍     | 女   | 中華臺北 | 45分09秒 |
| 2015                               | 何盡平     | 男   | 中華臺北 | 39分15秒 |
| 2015                               | 傅淑萍     | 女   | 中華臺北 | 44分28秒 |
| 2016                               | 周庭印     | 男   | 中華臺北 | 39分26秒 |
| 2016                               | 曹純玉     | 女   | 中華臺北 | 44分59秒 |
| 2017                               | 村上康則   | 男   | 日本     | 39分46秒 |
| 2017                               | 曹純玉     | 女   | 中華臺北 | 45分12秒 |
| 2018                               | 村上康則   | 男   | 日本     | 39分02秒 |
| 2018                               | 傅淑萍     | 女   | 中華臺北 | 45分25秒 |
| 2019                               | 鄧新詮     | 男   | 中華臺北 | 40分01秒 |
| 2019                               | 傅淑萍     | 女   | 中華臺北 | 45分25秒 |
| 2020年賽事因2019冠狀病毒病疫情停辦 |            |      |          |          |
| 2021                               | 周賢峰     | 男   | 中華臺北 | 38分55秒 |
| 2021                               | 湯樂榆     | 女   | 香港     | 44分42秒 |
| 2022                               | 曾廷瑋     | 男   | 中華臺北 | 39分49秒 |
| 2022                               | 張芷瑄     | 女   | 中華臺北 | 45分45秒 |
| 2023                               | 黃華凡     | 男   | 中華臺北 | 39分44秒 |
| 2023                               | 張芷瑄     | 女   | 中華臺北 | 45分37秒 |

## 外部連結
- 官方网站
- SEIKO Super Runner的Facebook專頁